# Oligosoma lineoocellatum
Oligosoma lineoocellatum là một loài thằn lằn trong họ Scincidae. Loài này được Duméril mô tả khoa học đầu tiên năm 1851.